# Top Boy
Top Boy ist eine britische Drama-Fernsehserie von Ronan Bennett. Sie spielt im Drogenmilieu rund um die fiktive Wohnsiedlung „Summerhouse“ im Londoner Stadtbezirk Hackney.

## Besetzung

### Hauptrollen
- Ashley Walters als Dushane Hill
- Kane Robinson als Gerard/Gerald „Sully“ Sullivan
- Shone Romulus als Dris Walsh/Wright (Staffel 1–3)
- Malcolm Kamulete als Ra’Nell Smith (Staffel 1–2)
- Sharon Duncan-Brewster als Lisa Smith (Staffel 1–2)
- Giacomo Mancini als Gem Mustapha (Staffel 1–2; Nebenrolle in Staffel 3)
- Kierston Wareing als Heather (Staffel 1)
- Nicholas Pinnock als Leon (Staffel 1)
- Xavien Russell als Michael (Staffel 2; Nebenrolle in Staffel 1)
- Micheal Ward als Jamie Tovell (Staffel 3–4)
- Jasmine Jobson als Jaq (Staffel 3–5)
- Simbi Ajikawo als Shelley (Staffel 3–4)
- Hope Ikpoku Jnr. als Aaron Tovell, Jamies mittlerer Bruder (Staffel 3–4)
- Araloyin Oshunremi als Stefan Tovell, Jamies jüngster Bruder (Staffel 3–5)
- Keiyon Cook als Attica „Ats“ Ayittey (Staffel 3)
- Jolade Obasola als Amma Ayittey (Staffel 3–4)
- Kadeem Ramsay als Kit, Jamies bester Freund (Staffel 3–4)
- Lisa Dwan als Lizzie (Staffel 3–4)
- Saffron Hocking als Lauryn, Jaqs Schwester (Staffel 4; Nebenrolle in Staffel 3)

### Nebenrollen
- Letitia Wright als Chantelle (Staffel 1)
- Geoff Bell als Bobby Raikes (Staffel 1)
- David Hayman als Joe (Staffel 1–2)
- Benedict Wong als Vincent (Staffel 1–2)
- Cyrus Desir als Lee Greene (Staffel 1)
- Tayo Jarrett als Kamale Lewis (Staffel 1)
- Chiefer Appiah als Ninja (Staffel 1–2)
- Richie Campbell als Chris Hill, Dushanes Bruder (Staffel 1, 3–4)
- Marsha Millar als Pat Hill, Dushanes Mutter (Staffel 1, 3–4)
- Clare-Hope Ashitey als Taylor (Staffel 1, 3)
- Paul Anderson als Mike (Staffel 2)
- Ashley Thomas als Jermaine Newton, Sullys Cousin (Staffel 2–3)
- Ricky Smarts als Jason (Staffel 2–3)
- Danielle Flett als Carolyn, Jasons Mutter (Staffel 2)
- Lorraine Burroughs als Rhianna Parkes, Dushanes Anwalt (Staffel 2)
- Nabil Elouahabi als Mr. Babrak Mustapha, Gems Vater (Staffel 2)
- Michaela Coel als Kayla Thomas (Staffel 2)
- Monique Day als Nevaeh (Staffel 2)
- Weruche Opia als Nafisa (Staffel 2)
- Noah Maxwell Clarke als Shaheed (Staffel 2)
- Kasey McKellar als R-Marni (Staffel 2)
- Andreas Andreou als Collins (Staffel 2)
- David Omoregie als Modie (Staffel 3)
- Seraphina Beh als Farah (Staffel 3–4)
- Kola Bokinni als Leyton (Staffel 3)
- Alessandro Babalola als Haze (Staffel 3)
- Joshua Blissett als Kieron (Staffel 3–5)
- Isla Jackson Ritchie als Sarah Frances Morrison (Staffel 3–4)
- Josef Altin als Lee (Staffel 3–4)
- Theo Ogundipe als Ruben Miller (Staffel 3–4)
- Elizabeth Tan als Maude (Staffel 3)
- Unique Spencer als Abby, Aarons Freundin (Staffel 3)
- Kiko Armstong als Donovan, Dushanes Cousin (Staffel 3)
- Shaun Dingwall als Jeffrey, Lizzies Ehemann (Staffel 3–4)
- Dudley O’Shaughnessy als Si (Staffel 3–4)
- Reniko Francis als Tyrone (Staffel 3–4)
- Nyshai Caynes als Romy (Staffel 3–4)
- Adwoa Aboah als Becks (Staffel 4)
- NoLay als Mandy, Dris Freundin (Staffel 4; Gast in Staffel 2)
- Erin Kellyman als Pebbles, Sullys Nichte (Staffel 4)
- Conya Toccara als Tia (Staffel 4)
- Howard Charles als Curtis, Laurens Freund (Staffel 4)
- Joséphine de La Baume als Delphine (Staffel 4)
- Ava Brennan als Vee, Curtis’ Schwester (Staffel 4)
- TerriAnn Oudjar als Beverley (Staffel 4)
- Verona Rose als Naomi (Staffel 4)
- Hugo Silva als Emilio (Staffel 4)
- Mustapha Abourachid als Mounir (Staffel 4)
- Ash Barba als Chaash (Staffel 4)
- Ilani Marriott Lodge als Samsi (Staffel 4)
- Ivan Burdon als Bradders (Staffel 4)
- Íñigo de la Iglesia als Juan el Bueno (Staffel 4)
- Marisa Luisa González Guerrero als Sofia, Emilios Ehefrau (Staffel 4)
- Antonio González Guerrero als Antonio, Sofias Bruder (Staffel 4)

## Entstehung
Die erste Staffel erschien ab dem 31. Oktober 2011 mit vier Episoden. Sie wurde auf Channel 4 an vier aufeinanderfolgenden Tagen ausgestrahlt. Am 22. Juli 2013 wurde sie auf DVD veröffentlicht.
Die zweite Staffel erschien ab dem 20. August 2013 mit vier Episoden. Am 16. September 2013 wurde sie auf DVD veröffentlicht.
2014 erklärte Channel 4, die Serie einzustellen. Nachdem sich der kanadische Rapper Drake für eine Wiederaufnahme eingesetzt hatte, erklärte Netflix im November 2017, eine neue Staffel bestellt zu haben. In den Hauptrollen sollten wieder Ashley Walters und Kane Robinson spielen. Serien-Schöpfer Bennett schrieb die meisten der neuen Episoden – neben dem ursprünglichen Kreativ-Team der Serie. Drake, Adel Nur, Maverick Carter und Jamal Henderson wirkten als Executive Producers mit.
Die dritte Staffel erschien am 13. September 2019 mit zehn Episoden und wurde als erste Staffel der Serie auf Netflix präsentiert. Die ersten zwei Staffeln erschienen auf Netflix unter dem Namen Top Boy: Summerhouse.
Die vierte (bzw. auf Netflix zweite) Staffel erschien am 18. März 2022 mit acht Episoden.
Die finale fünfte (bzw. auf Netflix dritte) Staffel erschien am 7. September 2023 mit sechs Episoden.

## Musik
Am 13. September 2019 erschien der originale Soundtrack der Serie unter dem Titel Top Boy (A Selection of Music Inspired by the Series), veröffentlicht von OVO Sound und Warner. Im Soundtrack erscheinen die Künstler Drake, Baka Not Nice, Popcaan, AJ Tracey, Avelino, Dave, Fredo, Ghetts, Headie One, Little Simz, M Huncho, Nafe Smallz, Central Cee und SL.
Zur vierten Staffel (bzw. der zweiten Staffel auf Netflix) veröffentlichte Drake den Original Soundtrack als Playlist auf Spotify. Beteiligte Künstler sind unter anderem Burna Boy, Central Cee, Flohio, Headie One, Little Simz, Pa Salieu, Stormzy und Unknown T.

## Drehorte
Für Szenen in der Wohnsiedlung „Summerhouse“ wurde für die ersten zwei Staffeln im Heygate Estate und im Loughborough Estate gedreht. Beide Orte liegen in Süd-London. Ab der dritten Staffel dienten Samuda Estate auf der Isle of Dogs, De Beauvoir Estate im London Borough of Hackney und Gordon Place in Gravesend als fiktives „Summerhouse“.
Da die Serie in Hackney spielt, gab es dort zahlreiche Drehorte, unter anderem in Dalston, Haggerston und London Fields. In der dritten Staffel wurde außerdem an verschiedenen Orten in Kent gedreht, darunter in Margate an der Walpole Bay, am Fulsam Rock Beach und in Straßen rund um die Athelstan Road. Auch in Ramsgate wurde gedreht. Die Gerichtsszenen in der vierten Staffel wurden im alten Blackfriars Crown Court gedreht.

## Rezeption
Das bemerkenswerte an der Serie sei, dass „neben den Gangstergeschichten auch aus der Perspektive vieler Bewohner der Siedlung erzählt wird“, rezensiert im fluter – Magazin der Bundeszentrale für politische Bildung Nikita Vaillant. Das werde leider in der dritten Staffel (bzw. der ersten Staffel bei Netflix) vernachlässigt. Die Serie bleibe aber spannend, „nur ist sie jetzt eher ein Hollywood-Gangstermärchen.“
In der dritten Staffel sei das „brillante Kriminal-Drama“ auf ein höheres Niveau gebracht worden, schreibt im Guardian Ellen E Jones. Probleme bei der Darstellung von Frauen oder Ghetto-Stereotypen seien zufriedenstellend gelöst worden. Zudem brächten die neuen, frischen Regisseure eine Lyrik in den Thriller, die zuvor gefehlt habe. Auch in der vierten Staffel schaffe es die Serie und ihre Erzählweise – wie ihre „kraftvollen, einfallsreichen Antihelden“ – ganz nach oben. Top Boy werde sich „in absehbarer Zeit nicht von dieser Stelle entfernen.“